# Manuel Villegas López
Manuel Villegas López (San Sebastián, 27 de mayo de 1906 - Madrid, 11 de octubre de 1980) fue un escritor y crítico cinematográfico español que desarrolló su actividad profesional tanto en España como en Argentina.

## Biografía
Villegas nació en San Sebastián el 27 de mayo de 1906, pero su infancia y adolescencia se desarrolló en Alcalá de Henares. Era hijo del pintor Manuel Villegas Brieva y de Ana María López. A su vez, su madre era descendiente del también pintor Vicente López Portaña y hermana del escritor Fernando López Martín. Las inquietudes culturales de su familia inclinaron al joven Manuel hacia el cine y la escritura. En 1922 terminó sus estudios de bachillerato. En pocos años fallecieron su padre, su hermano mayor y su madre, y tuvo que ir a vivir con sus tías.
Algunos premios obtenidos le animaron a dedicarse a la escritura. En septiembre de 1932 comenzó a colaborar en Nuestro Cinema, si bien no consta que militara en el Partido Comunista de España, predominante en la revista. Al mes siguiente comenzó a trabajar de forma estable en Unión Radio —labor que le proporcionó gran popularidad— y a escribir en el diario Luz, del mismo grupo empresarial. Al año siguiente participó en la fundación del Grupo de Escritores Cinematográficos Independientes (GECI). Por esa época fundó el cineclub Cine-Studio Imagen, cuyas proyecciones tenían lugar en el Palacio de la Prensa. En 1934 contrajo matrimonio canónico con Remedios Zalamea. Al año siguiente fundó la revista literaria Letra junto con Eusebio García Luengo y Francisco Carmona Nenclares. También colaboró en Popular Film gracias a su amistad con Luis Gómez Mesa.
Tras el estallido de la guerra civil, Villegas fue nombrado censor de prensa de la Delegación de Propaganda y Prensa de la Junta de Defensa de Madrid y, posteriormente, jefe de los Servicios Cinematográficos de la Subsecretaría de Propaganda del Ministerio de Estado en el primer gobierno de Negrín. Desde este cargo preparó las películas que representaron a España en la Exposición Internacional de París de 1937. También intervino en más de treinta producciones cinematográficas. En abril de 1938 consiguió un accésit en el Concurso Nacional de Literatura por un guion titulado Defensa de la tierra.
Tras la caída de Barcelona, Villegas y su esposa abandonaron España. Gracias a que en Argentina vivía un tío de Remedios se trasladaron a ese país. Allí Villegas colaboró al principio en revistas de los españoles exiliados y, más tarde, volvió a colaborar en cineclubs y a publicar libros sobre cine. También trabajó como guionista de varias películas.
En 1949 el matrimonio hizo gestiones a través de Rodrigo Vivar Téllez, primo de Remedios y prominente personalidad del régimen franquista, para ver si podían regresar a España. Vivar les informó de que no había antecedentes policiales, pero decidieron permanecer de momento en Buenos Aires. Al año siguiente, Villegas comenzó a colaborar en revistas españolas. Finalmente, el matrimonio volvió a su país en 1953.
Villegas y su esposa se establecieron en el barrio de la Concepción de Madrid. El escritor colaboró en la revista Objetivo hasta su cierre gubernativo, participó en las Conversaciones de Salamanca, impartió conferencias en el Instituto de Investigaciones y Experiencias Cinematográficas y escribió en la revista católica Film Ideal y, más tarde, en Triunfo y Cinestudio. A pesar de las diferencias ideológicas hizo amistad con José María García Escudero, quien permitió una reivindicación de Villegas cuando llegó a ser director general de Cinematografía, lo que permitió que recibiera algunos reconocimientos públicos. Participó como miembro del jurado en festivales cinematográficos y continuó con su trabajo de guionista ocasional. Posteriormente colaboró en Sábado Gráfico, Revista de Occidente y Radio Nacional de España.
Villegas falleció de un cáncer de pulmón en Madrid el 11 de octubre de 1980.
El 19 de julio de 2019 los herederos de su legado patrimonial firmaron un acuerdo con la Universidad Camilo José Cela para poner en red sus escritos: 52 volúmenes con más de 25.000 páginas redactadas a lo largo de cincuenta años.

## Filmografía
- Madrid (1937)
- España 1936 (1937)
- Palabras del Exmo. Sr. Presidente del Consejo, Dr. Negrín (1938)
- Blanco (1938)
- España 1937 (1938)
- Oro en la mano (1943)
- La amada inmóvil (1945)
- El jugador (1947)
- La hostería del caballito blanco (1948)
- La guitarra de Gardel (1949)
- La chica del barrio (1954)
- La fierecilla domada (1955)
- Los amantes del desierto (1957)
- La violetera (1958)
- Una chica para dos (1965)
- La casa de las chivas (1971)

## Libros sobre cine
| - Espectador de sombras: crítica de films (1935) - Arte de masas. Ruta de los temas fílmicos (1936) - Hoy en el cinema español. Posibilidades, problemas, soluciones (1938) - Oro en el cinema (1938) - El cine: magia y aventura del séptimo arte (1940) - El film documental. Introducción a la teoría y práctica del cinema (1942) - Charles Chaplin. El genio del cine. (1943) - Cine del medio siglo (1946) | - Cine francés. Origen, historia, crítica (1947) - Cinema. Técnica y estética del arte nuevo (1954) - Arte, cine y sociedad (1959) - Homenaje a Orson Welles (1965) - El cine en la sociedad de masas: arte y comunicación (1966) - Nuevo cine español (1967) - Los grandes nombres del cine (1973) |

## Premios
Medallas del Círculo de Escritores Cinematográficos.
| Año  | Categoría      | Película                        | Resultado |
| ---- | -------------- | ------------------------------- | --------- |
| 1966 | Mejor libro    | El cine en la sociedad de masas | Ganador   |
| 1980 | Premio póstumo | Toda su carrera                 | Ganador   |